# Erich-Heinrich Clößner
Erich-Heinrich Clößner (* 17. September 1888 in Gießen; † 28. März 1976 in Konstanz) war ein deutscher General der Infanterie im Zweiten Weltkrieg.

## Leben
Clößner trat am 14. März 1907 als Leutnant in das 9. Rheinische Infanterie-Regiment Nr. 160 in Bonn ein. Ab 1. Oktober 1911 wurde er als Adjutant und Gerichtsoffizier im II. Bataillon eingesetzt. Mit Ausbruch des Ersten Weltkrieges und der Mobilmachung kam er mit seinem Regiment an der Westfront zum Einsatz. Dort wurde er am 10. September 1914 verwundet, kam ins Lazarett, wurde zwischenzeitlich am 18. Dezember 1914 zum Oberleutnant befördert und nach seiner Genesung am 25. April 1915 dem Ersatz-Bataillon seines Regiments zugeführt. Ab 28. Juli 1915 kam er als Kompanieführer ins Feld zurück. Clößner wurde am 5. Februar 1916 als 2. Adjutant zur 29. Reserve-Brigade sowie am 30. Juni 1916 als Ordonnanzoffizier in den Stab der 15. Division versetzt. Es folgten Kommandierungen als 1. Adjutant zur Division Dumrath, als Ordonnanzoffizier zur Division H sowie zur Heeresgruppe Kronprinz Rupprecht von Bayern. Als Hauptmann (seit 5. Oktober 1916) wurde Clößner am 1. November 1916 in der Funktion als 3. Ordonnanzoffizier hierher versetzt. Er verblieb bis zum 12. Mai 1917 dort, übernahm dann eine Generalstabsstelle in der 25. Landwehr-Division und im Anschluss daran beim XVIII. Reserve-Korps. Unter Belassung in dieser Stelle erfolgte am 28. März 1918 seine Versetzung in den Generalstab der Armee.
In der Zwischenkriegszeit diente Clößner zunächst im Wehrkreiskommando II und dann im Stab der 2. Division, bevor er 1924 als Kompaniechef zum 5. (Preußischen) Infanterie-Regiment ging. 1927 wurde er zum Gruppenkommando 1 versetzt und 1929 zum Stab des Infanterieführers VI. Hier wurde er im April 1932 zum Oberstleutnant befördert. Nach einem Jahr Dienst als Kommandant von Neustettin wurde er 1934 Kommandeur des 14. Infanterie-Regiments (zeitweise als Infanterie-Regiment Konstanz bezeichnet) und am 1. Juni 1934 zum Oberst befördert. Nach dem Anschluss Österreichs wurde er 1938 als Generalmajor Inspekteur der Wehrersatzinspektion Innsbruck.
Nach seiner Beförderung zum Generalleutnant wurde Clößner am 15. Oktober 1939 zum Kommandeur der 25. Infanterie-Division ernannt, die er im Westfeldzug und nach ihrer Motorisierung im Unternehmen Barbarossa führte. Am 25. Januar 1942 wurde er mit der Führung des LIII. Armeekorps beauftragt und nach seiner Beförderung zum General der Infanterie im März 1942 dessen kommandierender General. Ab April 1943 führte er in Vertretung des vor dem Kriegsgericht angeklagten Generaloberst Rudolf Schmidt die 2. Panzerarmee, wurde aber nach der Schlacht von Kursk im August 1943 in die Führerreserve versetzt. Im Oktober 1943 wurde er als kommandierender General des IX. Armeekorps reaktiviert und im Dezember wieder in die Führerreserve versetzt. Bis zum Ende des Krieges bekleidete er keinen Kommandeursposten mehr. Anfang 1944 wurde er als General z. b. V. zur Heeresgruppe F versetzt. Von Juni bis Dezember 1944 diente er als Chef des Sonderstabs I im Oberkommando des Heeres. Am 1. Januar 1945 erfolgte seine Versetzung als General z. b. V. zum Reichsministerium für Volksaufklärung und Propaganda, wo er auch das Kriegsende erlebte.
Nach Kriegsende ging er in alliierte Kriegsgefangenschaft, aus der er 1947 entlassen wurde.

## Auszeichnungen
- Eisernes Kreuz (1914) II. und I. Klasse[1]
- Verwundetenabzeichen (1918) in Schwarz[1]
- Bayerischer Militärverdienstorden IV. Klasse mit Schwertern[1]
- Hessische Tapferkeitsmedaille[1]
- Hanseatenkreuz Hamburg[1]
- Kriegsehrenkreuz für heldenmütige Tat[1]
- Lippisches Kriegsverdienstkreuz[1]
- Österreichisches Militärverdienstkreuz III. Klasse mit der Kriegsdekoration[1]
- Eiserner Halbmond[1]
- Ritterkreuz des Eisernen Kreuzes am 29. September 1940[2]
- Deutsches Kreuz in Gold am 15. Juli 1942[2]